# Raffaello Maffei

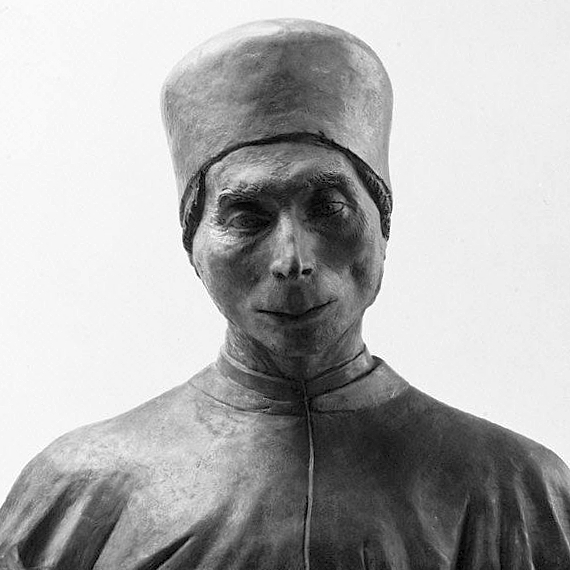
Büste Raffaello Maffeis von Silvio Cosini

Raffaello Maffei OSM (auch bekannt als Raffaele Maffei da Volterra, Raffaello Volterrano und Volaterranus; * 17. Februar 1451 in Rom; † 25. Januar 1522 in Volterra) war ein italienischer Humanist, Schriftsteller, Historiker und Theologe.

## Leben
Maffei arbeitete am Hof Pauls II., der ihn im Alter von 18 Jahren zum scriptor apostolicus ernannte, und wo er unter anderem bei Georgios Trapezuntios Philosophie und Theologie studierte. Maffei begleitete Luigi d’Aragona bei seiner Reise nach Ungarn. Später ließ er sich in Volterra nieder. Maffei entdeckte etwa 1494 die etruskische Stele des Avile Tite und fertigte auch eine Kopie der Inschrift auf der Stele an, die zu den frühesten Abschriften etruskischer Texte zählt. Zu seiner Sammlung von etruskischen Artefakten zählte auch die Kourotrophos Maffei, eine Marmorstatue einer Frau mit Kind. Er übersetzte Werke aus dem Griechischen, schrieb mehrere theologische Schriften und gab 1506 sein Hauptwerk Commentariorum urbanorum libri XXXVIII heraus.
Maffei verstarb im Alter von 70 Jahren und wurde in der Kirche San Lino in Volterra begraben.

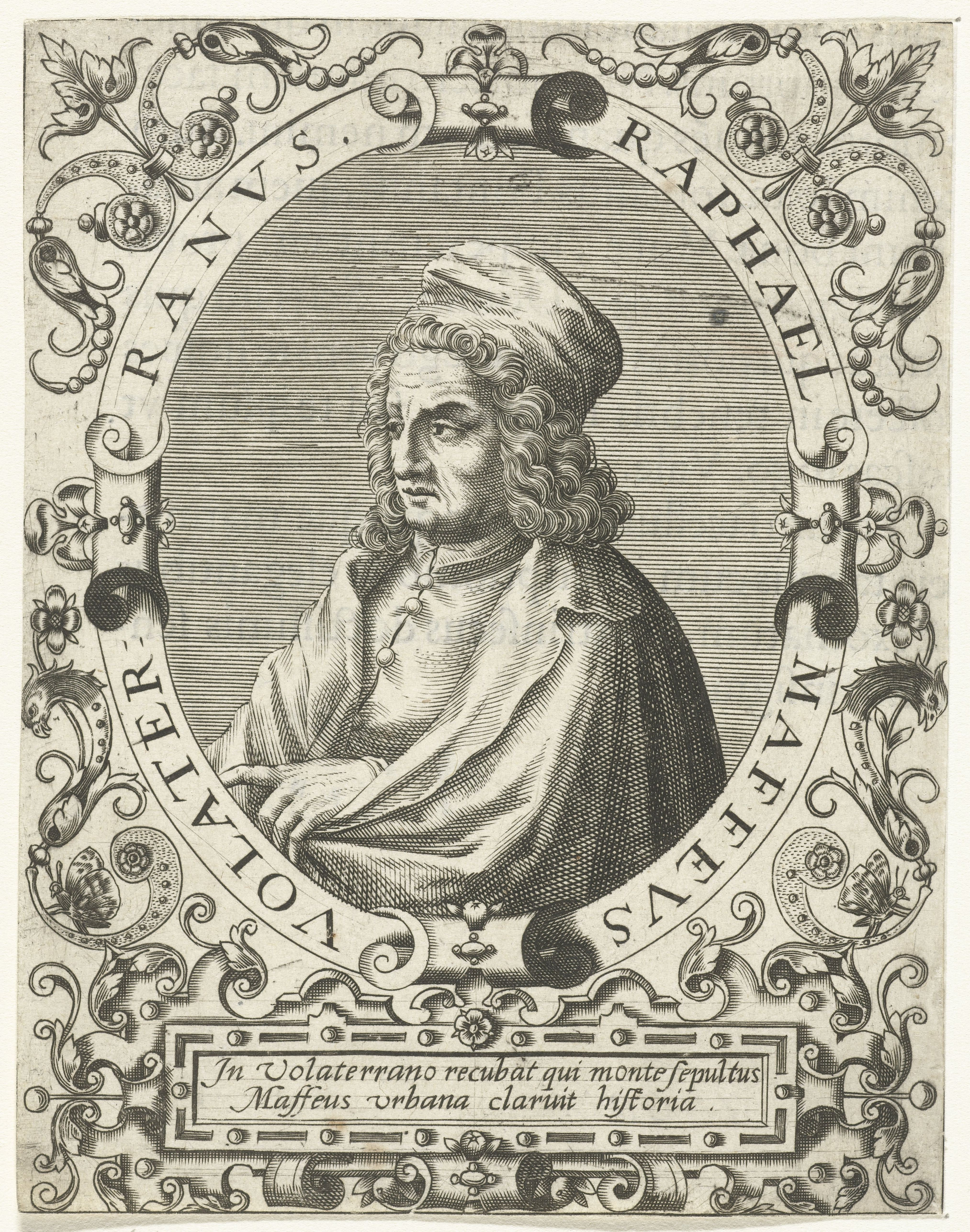
Porträt Maffeis von Theodor de Bry (1597)
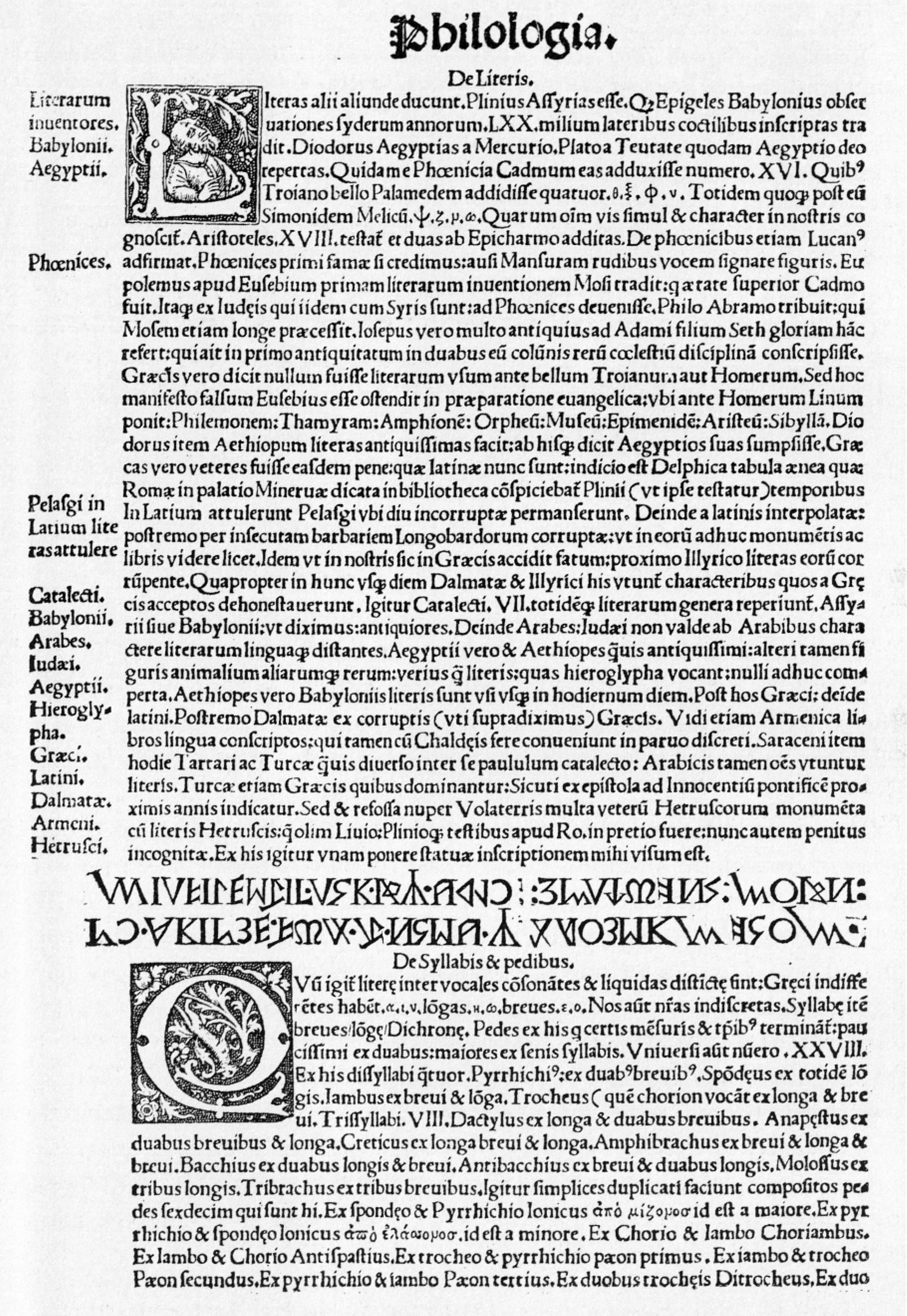
Folio 463 aus den Commentarii Urbani
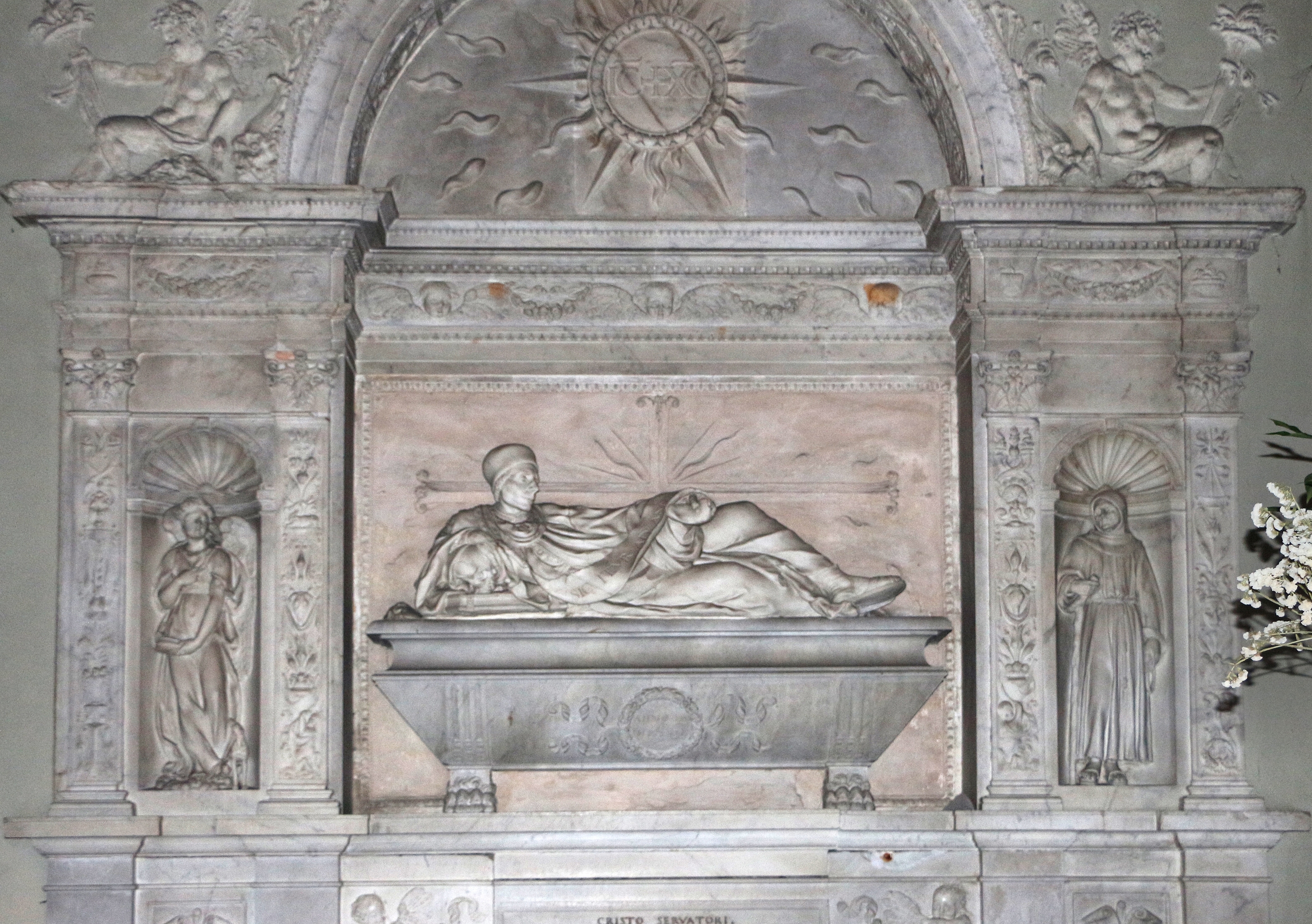
Grab Maffeis